# Plaques de matrícula d'Espanya

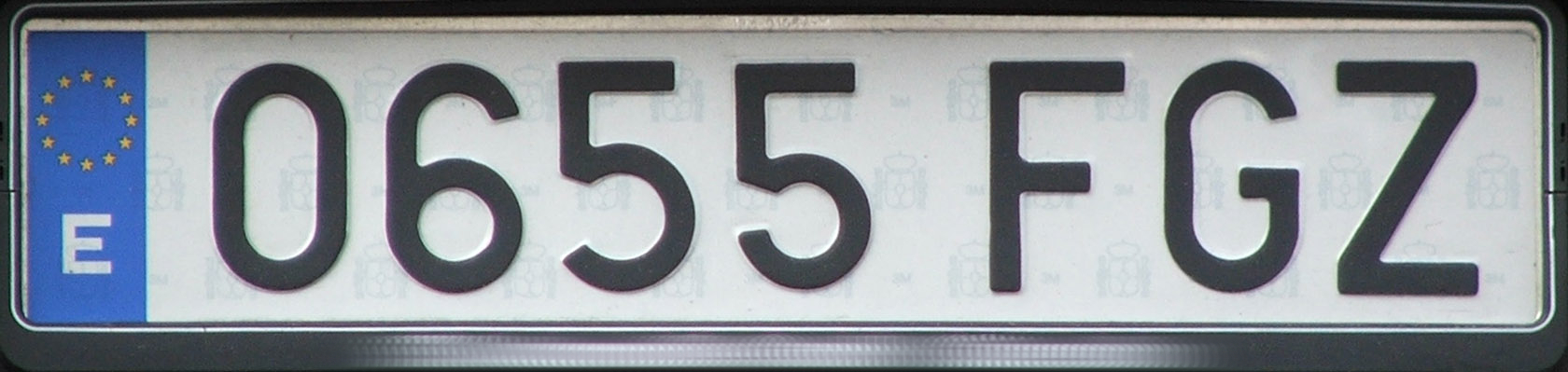
Model de matrícula actual, instaurat a partir del 2000.

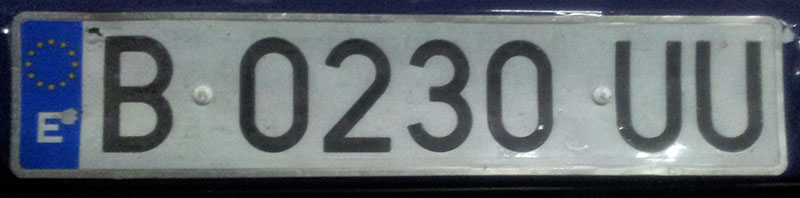
Matrícula amb model de placa UE i el sistema provincial alfanumèric.

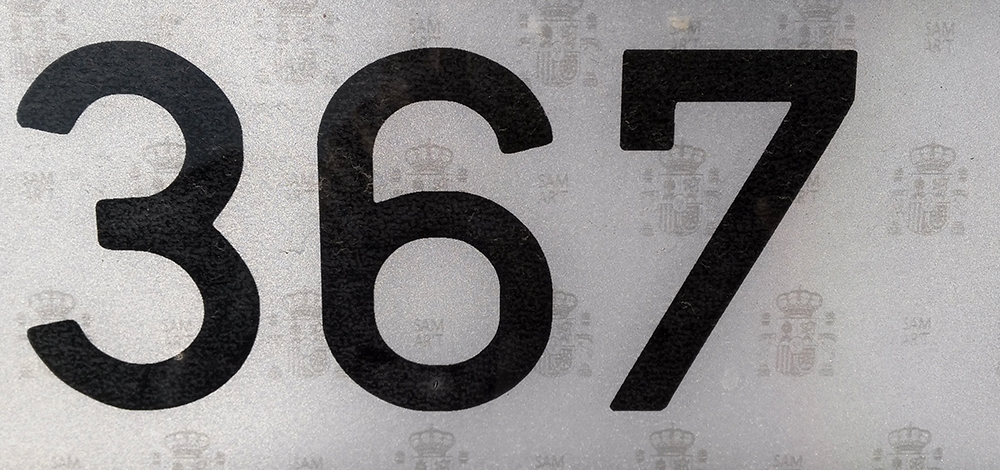
Detall de la marca d'aigua imprès a les plaques de matrícula.

Les plaques de matrícula d'Espanya varen implantar-se a partir de l'any 1900 amb el format de xifres negres sobre un fons blanc. Fins a l'actualitat s'han utilitzat tres sistemes diferents de codificació: el provincial numèric, utilitzat des de l'inici fins al 1971; el provincial alfanumèric, utilitzat de 1971 fins a setembre del 2000; i l'alfanumèric d'àmbit estatal únic utilitzat actualment (exemple, 1234 BBC).

## Model actual
El 18 de setembre de 2000 va entrar en vigor el tercer i actual model que adopta el disseny de  matrícula de la Unió Europea. Aquest consisteix en quatre xifres seguides de tres lletres (1234 ABC) amb l'eurofranja a l'esquerra on hi ha les estrelles de la bandera europea i el distintiu d'estat, E. S'abandona el distintiu provincial o qualsevol altre que pugui identificar el lloc de procedència del vehicle. La matrícula s'assigna al vehicle fins al seu desballestament, i aquesta no es torna a reassignar.
De l'alfabet castellà s'obvien les cinc vocals (A, E, I, O, U) i les consonants Ñ i Q. Per aquest motiu la primera matrícula emesa fou 0000 BBB (els zeros sempre es mostren encara que apareguin a l'esquerra, contràriament al sistema de matrículació alemany el qual els elideix).

### Dimensions
Les dimensions de les plaques, així com les mides dels caràcters estan regulades per decret de l'any 2000. Tipus de matrícula:
- Ordinària llarga (1 línia): 520mm x 110mm, caràcters 45mm x 77mm, gruix 10mm, espai entre caràcters 14mm.
- Ordinària alta (2 línies): 340mm x 200mm, caràcters 45mm x 77mm, gruix 10mm, espai entre caràcters 10mm.
- Ordinària llarga davantera (1 línies): 340mm x 110mm, caràcters 30mm x 60mm, gruix 6mm, espai entre caràcters 8mm.
- Motocicletes ordinàries (2 línies): 220mm x 160mm, caràcters 30mm x 60mm, gruix 6mm, espai entre caràcters 10mm

### Catalunya, Galícia i País Basc

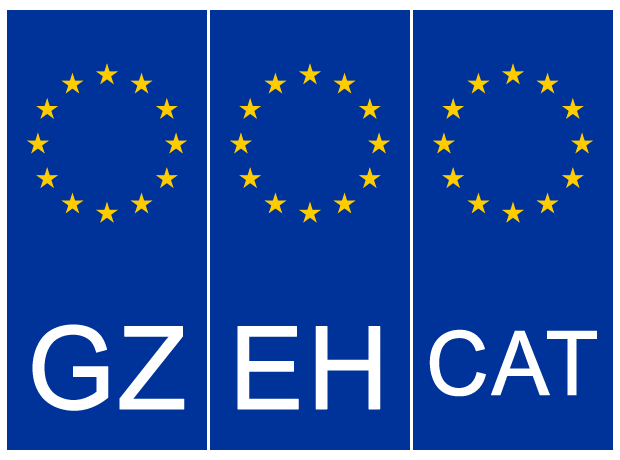
Eurofranges amb distintiu de Galícia, País Basc i Catalunya.

Arran d'eliminar-se tota referència al lloc de matriculació del vehicle fou usual trobar adhesius que canviaven l'eurofranja per a mostrar una referència a Catalunya = CAT, Galícia = GZ i País Basc = EH. Actualment cobrir el distintiu de l'estat ('E' d'Espanya) de l'eurofranja amb aquest adhesiu no és sancionat segons la llei. Aquesta només estableix que no pot presentar "obstacles que n'impedesquen o en dificultin la lectura o identificació". Per aquest motiu, puix que el codi d'estat no fa part del sistema d'identificació del vehicle, el Ministeri de l'Interior espanyol ha hagut d'admetre que no dificulta la identificació del vehicle i anul·la les multes imposades fins ara.

## Tipografia

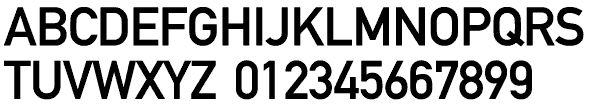
Tipografia DIN-1451 Mittelschrift.

La tipografia utilitzada segueix el model DIN 1451 Mittelschrift sense pràcticament cap variació, excepte l'estretament d'algunes lletres. On és més visible és en la "M" i la "W".

## Altres tipus[9]

### Taxis i VTC
Els taxis i els vehicles anomenats VTC (vehicles de lloguer amb conductor fins a nou places), des de l'1 d'agost de 2018, han de portar la placa del darrere de color blau i els caràcters blancs amb l'objectiu de distingir-los davant l'intrusisme al transport públic. La placa del davant segueix sent blanca com fins ara.
Aquest canvi és fruit d'un canvi en el reglament de la Direcció General de Trànsit (DGT) del passat 31 de juliol.

### Autobusos
Els autobusos utilitzen la mateixa combinació que els vehicles particulars però porten afegida una placa amb les sigles SP de Servei Públic.

### Vehicles especials
Els vehicles especials com tractors agrícoles o quads de més de 400 kg de Massa Màxima Autoritzada utilitzen la mateixa combinació que els vehicles particulars però afegaeixen la lletra E d'Especial al principi, els caràcters són en vermell sobre un fons blanc (E 1234 ABC).

### Remolcs
Els remolcs i semi-remolcs de camió de més de 750 kg d'MMA tenen els caràcters en negre sobre un fons vermell. S'hi afegeix la lletra R de Remolc al principi (R 1234 ABC).

### Temporal
Les plaques temporals per a vehicles particulars afegeixen la lletra P de Provisional al principi de la combinació amb els caràcters en blanc sobre un fons verd (P 1234 ABC). Els vehicles que poden sol·licitar aquesta placa són els que encara no han finalitzat el procés de matriculació i els vehicles de trasllat o exportació cap a un altre estat.
Les plaques temporals per a remolcs i vehicles que s'utilitzen per a proves tècniques o assaigs afegeixen la lletra S (d'importació i no matriculats mai) o V (ja matriculats però en baixa temporal) al principi de la combinació amb els caràcters en blanc sobre un fons vermell. A diferència de les plaques verdes, les matrícules vermelles provisionals només les poden sol·licitar els distribuïdors i venedors de vehicles i solen tenir un període de validesa d'un any.

### Ciclomotors
Els ciclomotors i vehicles de menys de 50cc segueixen el mateix sistema de numeració però amb tres xifres al que s'hi afegeix una C i una xifra al principi. el disseny de la placa també canvia, sent rectangular vertical però més petita i de fons groc (C1 111 AAA).

### Vehicles històrics
Els vehicles històrics, si no porten la matrícula original, llavors utilitzen el nou model d'euromatrícula de la Unió Europea a la que se li afegeix una H de vehicle Històric davant la combinació (H1234 ABC).

### Vehicles d'importació
Per a importacions temporals de vehicles existeix una matrícula especial que afegeix una T davant la combinació (T1234 ABC).

### Cossos diplomàtics

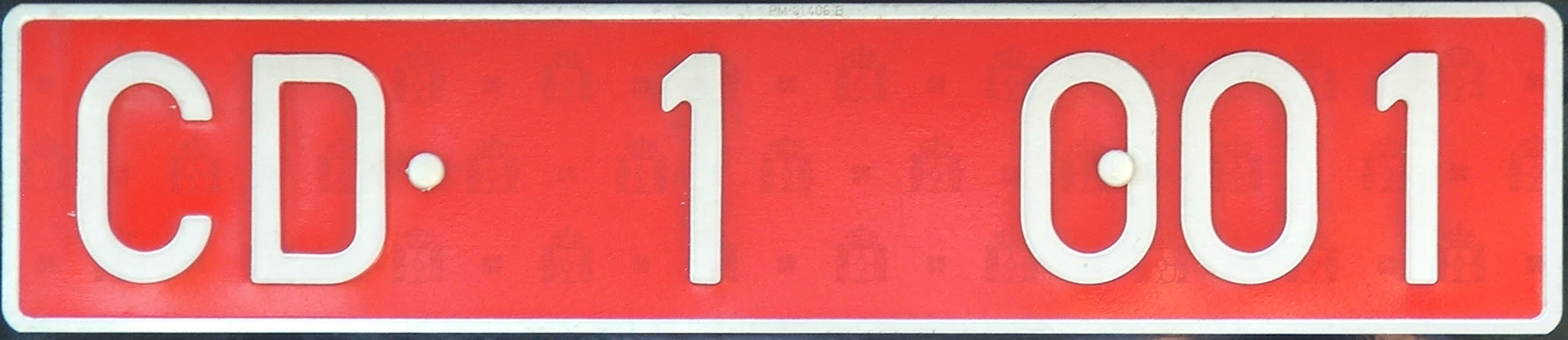
Matrícula del Cos Diplomàtic.

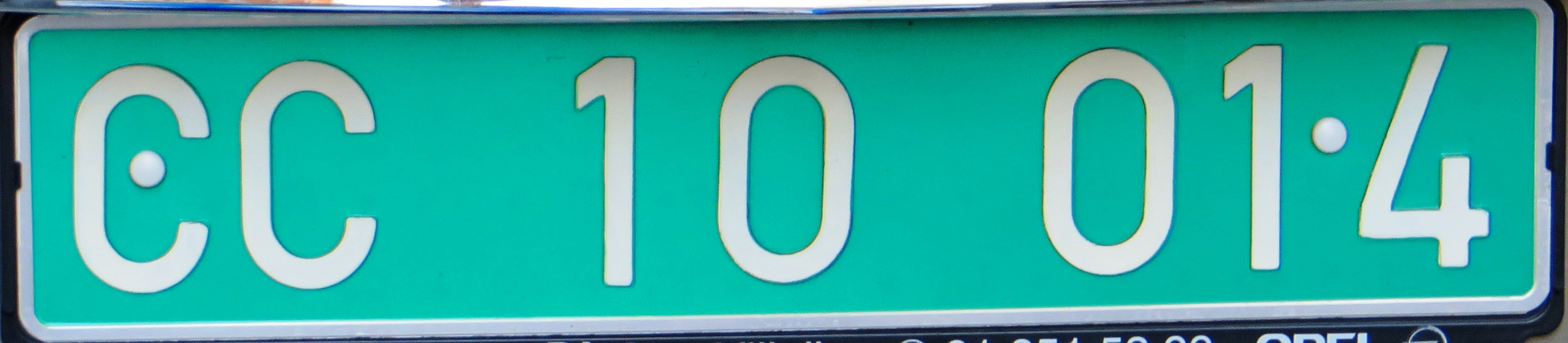
Matrícula del Cos Consular.

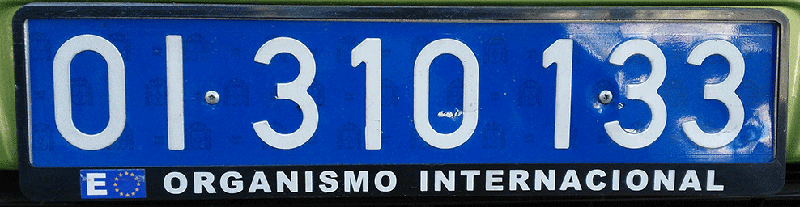
Matrícula d'Organisme Internacional.

Les matrícules diplomàtiques es regeixen per un sistema diferent. Estan formades per dues inicials seguides d'una o dues xifres i tres xifres més en color blanc. El primer grup de xifres identifica el codi del país tal com s'indica a la taula de codis diplomàtics.
Les inicials poden ser: CD per Cos Diplomàtic, amb el fons vermell (CD 1 123); CC per Cos Consular, amb fons verd (CC 10 123); OI per Organisme Internacional, amb fons blau (OI 123 123); TA per Cos Tècnico-Administratiu, amb fons groc (TA 12 123).
Llistat dels codis diplomàtics (incompleta):
| Codi | Nom del país  |
| ---- | ------------- |
| 2    | Alemanya      |
| 10   | Brasil        |
| 18   | Cuba          |
| 21   | China         |
| 27   | EUA           |
| 38   | Hongria       |
| 52   | Mèxic         |
| 55   | Noruega       |
| 59   | Panama        |
| 57   | Països Baixos |
| 63   | Portugal      |
| 66   | Romania       |

### Administració de l'estat

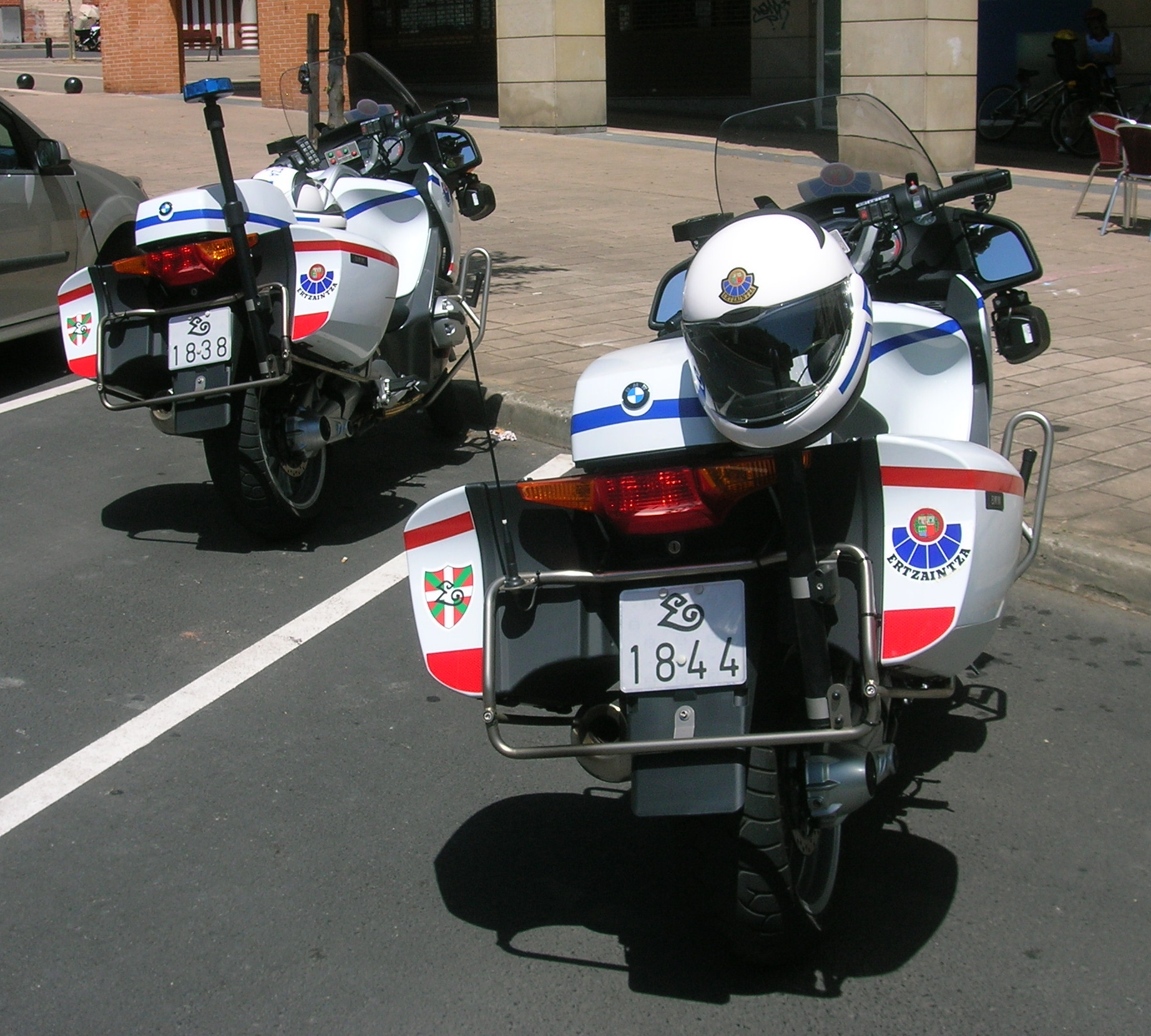
Matrícula de l'Ertzaintza en una moto.

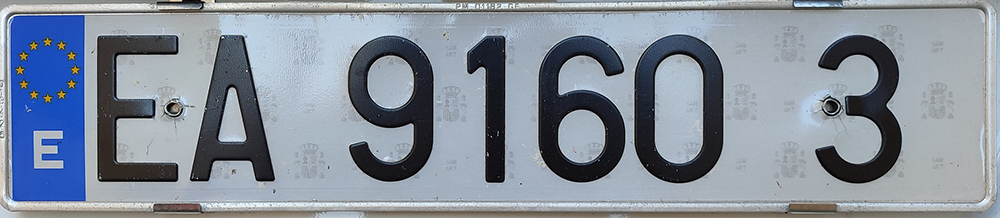
Matrícula vehicle de l'exèrcit de l'aire (fins a setembre 2023).

Les matrícules segueixen l'antic model d'utilitzar les inicials com a codi diferenciador davant de les xifres.
- CME – Cos dels Mossos d'Esquadra. Policia autònoma de Catalunya.[15]
- DGP – Dirección General de la Policía (anterior a 2008).
- CNP – Cos Nacional de Policia (des de 2008).
- E – Ertzaintza. Policia autònoma del País Basc. La "E" restà representada en una tipografia especial.
- EA – Ejército del Aire
- ET – Ejército de Tierra
- FN – Fuerzas Navales / Armada
- GSH – Gendarmería del Sahara. Policia colonial del Sàhara Espanyol (desapareguda).
- PGC – Parque de la Guardia Civil.
- MF – Ministerio de Fomento.
- MMA – Ministerio de Medio Ambiente (actualment Ministeri d'Agricultura, Alimentació i Medi Ambient)
- MOP – Ministerio de Obras Públicas (actualment reemplaçat per MF)
- PME – Parque Móvil del Estado.
- PMM – Parque Móvil del Ministerio (actualment reemplaçat per PME)

## Història

### 1900-1971
El model provincial numèric fou instaurat a partir del 31 d'octubre del 1900. Aquest model consistia en una o dues lletres (en casos com Albacete (ALB) o Cáceres (CAC) n'hi havia tres) que representava el nom de la província on estava matriculat el vehicle seguit de fins a 6 xifres amb el pas dels anys i separades per un guionet. El format era XX-123456.
Quan la inicial del nom de dues províncies coincidien, s'utilitzava el criteri d'assignar per a la població de major població una lletra, mentre que per a la de menor població se li assignaven dues (A per a Alacant, i AL per a ALmería; B per a Barcelona, i BA per a BAdajoz; C per a Coruña, i CO per a COrdoba; H per a Huelva, i HU per a HUesca; L per a Lérida, i LE per a LEón; M per a Madrid, i MA per a MAlaga; S per a Santander, i SA per a SAlamanca; T per a Tarragona, i TF per a TeneriFe; V per a València, i VA per a VAlladolid; Z per a Zaragoza, i ZA per a ZAmora).
En la resta de casos on podia haver-hi confusió, la segona lletra era la diferenciadora (CC per a CáCeres, CA per a CAdiz, CE per a CEuta, CU per a CUenca; SE per a SEvilla, SG per a SeGovia, SO per a SOria, etc).
Aquest model va deixar d'utilitzar-se quan les matrícules de les províncies de Madrid i Barcelona s'acostaven al 999999. Així les últimes matrícules es van donar el 6 d'octubre de 1971 amb M-960985 i B-918387. El total de vehicles matriculats va arribar a un total de 5.430.761.
Les combinacions són assignades fins que el vehicle era donat de baixa, i no es tornava a repetir.
El llistat complet de codis de província era:
| Codi | Nom de la província                     | Codi | Nom de la província                                        | Codi | Nom de la província                        |
| ---- | --------------------------------------- | ---- | ---------------------------------------------------------- | ---- | ------------------------------------------ |
| A    | Alacant                                 | GI   | GIrona (Fins 1992, GE)                                     | P    | Palencia                                   |
| AB   | AlBacete (Fins 1926, ALB)               | GC   | Gran Canaria (Fins 1926 TE)                                | NA   | NAvarra (Fins 1918, PA: Pamplona)          |
| AL   | ALmeria                                 | GU   | GUadalajara                                                | PO   | POntevedra                                 |
| AV   | AVila                                   | H    | Huelva                                                     | S    | Santander (la província va canviar de nom) |
| B    | Barcelona                               | J    | Jaen                                                       | SA   | SAlamanca                                  |
| BA   | BAdajoz                                 | L    | Lleida                                                     | SE   | SEvilla                                    |
| BI   | BIlbao (la província va canviar de nom) | LE   | LEón                                                       | SG   | SeGovia (fins 1926 SEG)                    |
| BU   | BUrgos                                  | LO   | LOgroño (la província va canviar de nom)                   | SO   | SOria                                      |
| C    | A Coruña                                | LR   | La Rioja (no es va fer servir per canvi al sistema actual) | T    | Tarragona                                  |
| CC   | CáCeres (Fins 1926 CAC)                 | LU   | LUgo                                                       | TE   | TErol (Fins 1926 TER)                      |
| CA   | CAdiz                                   | M    | Madrid                                                     | TF   | Sta. C. de Tenerife (fins 1926 TE)         |
| CE   | CEuta                                   | MA   | MAlaga                                                     | TO   | TOledo                                     |
| CS   | CaStellón (Fins 1926 CAS)               | ML   | MeLilla                                                    | V    | València                                   |
| CO   | COrdoba                                 | MU   | MUrcia                                                     | VA   | VAlladolid                                 |
| CR   | Ciudad Real                             | O    | Oviedo (la provínciava canviar de nom)                     | Z    | Zaragoza                                   |
| CU   | CUenca                                  | OR   | OuRrense (des de 1998 OU)                                  | ZA   | ZAmora                                     |

### 1971-2000

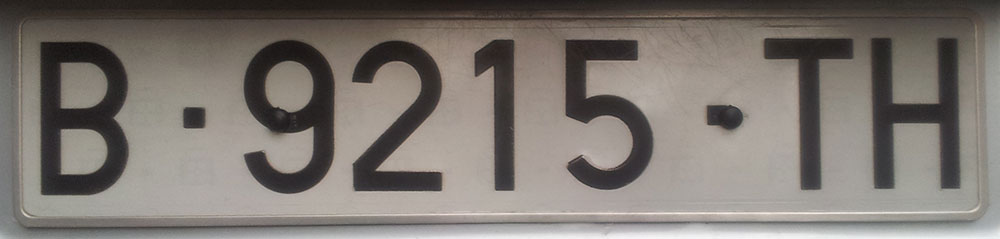
Matrícula amb el model provincial alfanumèric de 1971.

A partir del 7 d'octubre de 1971 es va reiniciar l'assignació de matrícules amb el nou model provincial alfanumèric de reduir les xifres a quatre amb l'afegit d'una lletra al darrere (XX-1111-A), en arribar a la Z, s'hi va afegir una segona lletra (XX-1234-AA). Aquest model es va esgotar el setembre de 2000 quan la província de Madrid va arribar al número M-6814-ZX.
En els últims anys de vigència d'aquest sistema, la Dirección General de Tráfico va permetre, dins l'àmbit de la normalització lingüística amb la resta de llengües cooficials de l'estat espanyol, que les matrícules, ja instal·lades con les de nova creació, podien ser modificades per fer el canvi de les sigles GE a GI per a Girona, OR a OU per a Ourense i PM a IB per a Illes Balears. L'any 2000 es va aprovar el canvi de sigles per a La Rioja, per a passar de LO a LR, però no va arribar a produir-se per l'entrada en vigor del nou sistema de matriculació estatal únic.
Les combinacions són assignades fins que el vehicle és donat de baixa, i no es torna a repetir.